# Mohamed Rahmani
Pour les articles homonymes, voir Rahmani.
Mohamed Rahmani est un footballeur algérien né le 10 décembre 1958 à Sétif et mort le 18 mai 2017. Il évoluait au poste de gardien de but.

## Palmarès
- Champion d'Algérie en 1987 avec l'ES Sétif
- Vice-champion d'Algérie en 1983 et 1986 avec l'ES Sétif
- Vainqueur de la Coupe d'Algérie en 1980 et 1989 avec l'ES Sétif
- Vainqueur de la Coupe des clubs champions africains en 1988 avec l'ES Sétif
- Vainqueur de la Coupe afro-asiatique des clubs en 1989 avec l'ES Sétif